# Nyazeelandpiplärka
Nyazeelandpiplärka (Anthus novaeseelandiae) är en fågel i familjen ärlor inom ordningen tättingar.

## Utseende och läte
Nyazeelandpiplärkan är en stor ljusbrun piplärka, med tydligt ljust ögonbrynsstreck och streckad fjäderdräkt, både undertill och ovan. Benen är långa och skära med lång bakklo. Jämfört med australisk piplärka är den tydligt mindre, med skarpare streckning ovan, mindre rundade vingar och avvikande stjärtmönster med mycket mindre vitt på yttre stjärtpennorna. Sånglärkan, som hittas i liknande miljöer och är införd i delar av Nya Zeeland, är knubbigare samt har kortare näbb och en liten huvudtofs. Sången som utförs i flykten huvudsakligen mellan augusti och februari består av ett ljust "pip-it". Locklätet hörs året runt, ett distinkt "tzweep".

## Utbredning och systematik
Nyazeelandpiplärka förekommer som namnet antyder på Nya Zeeland, men även på kringliggande öar och delas in i fem underarter med följande utbredning:
- Anthus novaeseelandiae reischeki – Nordön
- Anthus novaeseelandiae novaeseelandiae – Sydön
- Anthus novaeseelandiae chathamensis – Chathamöarna
- Anthus novaeseelandiae aucklandicus – Aucklandöarna
- Anthus novaeseelandiae steindachneri – Antipodöarna

Arten har en komplex taxonomisk historia och har, tillsammans med australisk piplärka, behandlats som en del av större piplärka, orientpiplärka och afrikansk piplärka. Den urskiljs allt oftare som egen art, även skild från australisk piplärka, baserat på större storlek samt avvikande utseende och läten.

### Släktskap
Släktskapen mellan piplärkorna är ännu inte fullt utredda och alla arter har inte till dags dato inkluderats i en och samma fylogenetiska studie. Nyazeelandpiplärka förmodas vara systerart till australisk piplärka, men har aldrig studerats tillsammans. En studie fann australisk piplärka utgöra systerart till en stor grupp av stora piplärkor, med bland andra afrikansk piplärka, orientpiplärka, större piplärka, malindipiplärka och brunryggig piplärka.

### Släktestillhörighet
DNA-studier visar att arterna i släktet Anthus inte står varandra närmast, där bland andra typarten för släktet ängspiplärkan står närmare piplärkorna i Macronyx än nyazeelandpiplärka och dess närmaste släktingar. Det medför att nyazeelandpiplärka antingen kommer föras till ett annat släkte i framtiden, eller att Macronyx inkluderas i Anthus. Inga större taxonomiska auktoriteter har dock ännu implementerat dessa nya forskningsresultat. 

## Levnadssätt
Nyazeelandpiplärka hittas i öppna miljöer från kustnära områden till höglänta buskmarker, även vägkanter, sanddyner och på hyggen i skog. Den påträffas ofta i av människan påvkerade områden, som flygfält och trädgårdar, och intar snabbt nyröjda platser.  I intensivt brukad odlingsbygd beskrivs den dock som fåtalig. Fågeln ses vanligen promenera på marken eller sitta på stolpar. När den går vippar stjärten upp och ner, lite som en ärla. Höst och vinter kan den forma lösa flockar.

## Status
IUCN kategoriserar arten som livskraftig, men inkluderar australis i bedömningen. Arten beskrivs som vanlig till mycket vanlig. Den har gynnats av jordbrukets expandering.